# Vocabolario internazionale di metrologia
Il Vocabolario internazionale di metrologia - Concetti fondamentali e generali e termini correlati (VIM) è un glossario nel quale sono definiti i termini fondamentali e generali utilizzati in metrologia.

## Storia
Le prime due edizioni del VIM sono state pubblicate dall'ISO nel 1984 e nel 1993. La terza edizione è stata approvata da un apposito comitato internazionale guidato dal BIPM ("Joint Committee for Guides in Metrology", JCGM) di cui fanno parte otto organizzazioni: le sette che avevano approvato la seconda edizione più l'ILAC, un ente che si interessa di accreditamento volontario. Il VIM è stato pubblicato in edizione bilingue inglese e francese, disponibile gratuitamente on-line dal sito del BIPM, e in edizione cartacea in lingua inglese dell'ISO a pagamento. Ne esiste anche una versione curata dall'ente italiano UNI. Nell'ottobre 2009 la norma UNI CEI 70099:2008 era ancora bilingue inglese-francese; una edizione trilingue inglese-francese-italiano è stata pubblicata nell'aprile 2010.
Le novità della terza edizione del VIM, rispetto alle precedenti sono numerose:
- cambiamento del titolo per sottolineare la nuova importanza data ai concetti (Basic and general concepts and associated term) rispetto ai soli termine delle due edizioni precedenti (Basic and general terms in metrology)
- concetti di base comuni alle misurazioni in tutti i settori
- maggiore attenzione a campi di applicazioni relativamente nuovi in metrologia quali la medicina di laboratorio, la chimica analitica o la biologia molecolare

## Scopo e campo di applicazione
Il VIM fornisce un insieme di termini e definizioni correlati ai concetti fondamentali e generali della metrologia; sono inoltre contenuti alcuni diagrammi concettuali per mostrare le relazioni fra i diversi termini. Il vocabolario è rivolto a coloro che sono coinvolti per motivi professionali nelle misurazioni (nell'introduzione del VIM sono citati espressamente ingegneri, fisici, chimici, medici e insegnanti); non sono prese in considerazione pertanto le misurazioni nei campi delle scienze umane (sociologico, psicologico, pedagogico, ecc.) I termini sono classificati nelle seguenti sezioni principali:
- Sezione 1 - Grandezze e unità
- Sezione 2 - Misurazione
- Sezione 3 - Dispositivi di misura
- Sezione 4 - Proprietà dei dispositivi di misura
- Sezione 5 - Campioni

Nelle tabelle seguenti sono riportati in lessicale, il termine in lingua inglese, in lingua francese e la presunta traduzione in lingua italiana dei termini presenti nell'edizione UNI CEI 70099:2008:

### Grandezze e unità
- lingua inglese: Quantities and units
- lingua francese: Grandeurs et unités

| Identificatore | Voce inglese                                | Voce francese                        | Voce italiana                       |
| -------------- | ------------------------------------------- | ------------------------------------ | ----------------------------------- |
| 1.1            | quantity                                    | grandeur                             | Grandezza                           |
| 1.2            | kind of quantity                            | nature de grandeur                   | specie di grandezza                 |
| 1.3            | system of quantities                        | système de grandeurs                 | sistema di grandezze                |
| 1.4            | base quantity                               | grandeur de base                     | grandezza di base                   |
| 1.5            | derived quantity                            | grandeur dérivée                     | Grandezza derivata                  |
| 1.6            | International System of Quantities (ISQ)    | Système international de grandeurs   | Sistema internazionale di grandezze |
| 1.7            | quantity dimension                          | dimension                            | dimensione di una grandezza         |
| 1.8            | quantity of dimension one                   | grandeur sans dimension              | grandezza adimensionale             |
| 1.9            | measurement unit; unit of measurement       | unité de mesure                      | unità di misura                     |
| 1.10           | base unit                                   | unité de base                        | unità di base                       |
| 1.11           | derived unit                                | unité dérivée                        | unità derivata                      |
| 1.12           | coherent derived unit                       | unité dérivée cohérente              | unità derivata coerente             |
| 1.13           | system of units                             | système d'unités                     | sistema di unità                    |
| 1.14           | coherent system of units                    | système cohérent d'unités            | sistema di unità coerente           |
| 1.15           | off-system measurement unit off-system unit | unité hors système                   | unità fuori sistema                 |
| 1.16           | International System of Units               | Système international d'unités       | Sistema Internazionale di unità     |
| 1.17           | multiple of a unit                          | multiple d'une unité                 | multiplo dell'unità                 |
| 1.18           | submultiple of a unit                       | sous-multiple d'une unité            | sottomultiplo di una unità          |
| 1.19           | quantity value                              | valeur d'une grandeur                | valore di una grandezza             |
| 1.20           | numerical quantity value                    | valeur numérique d'une grandeur      | valore numerico di una grandezza    |
| 1.21           | quantity calculus                           | algèbre des grandeurs                | algebra delle grandezze             |
| 1.22           | quantity equation                           | équation aux grandeurs               | equazione tra grandezze             |
| 1.23           | unit equation                               | équation aux unités                  | equazione tra unità                 |
| 1.24           | conversion factor between units             | facteur de conversion entre unités   | fattore di conversione tra unità    |
| 1.25           | numerical value equation                    | équation aux valeurs numériques      | equazione tra valori numerici       |
| 1.26           | ordinal quantity                            | grandeur ordinale                    | grandezza ordinale                  |
| 1.27           | quantity-value scale                        | échelle de valeurs                   | scala dei valori di una grandezza   |
| 1.28           | ordinal quantity-value scale                | échelle ordinale                     | scala ordinale                      |
| 1.29           | conventional reference scale                | échelle de référence conventionnelle | scala di riferimento convenzionale  |
| 1.30           | nominal property                            | propriété qualitative                | proprietà classificatoria           |

### Misurazione
- lingua inglese: Measurement
- lingua francese: Mesurages||

| Identificatore | Voce inglese                                      | Voce francese                                  | Voce italiana                                        |
| -------------- | ------------------------------------------------- | ---------------------------------------------- | ---------------------------------------------------- |
| 2.1            | measurement                                       | mesurage                                       | misurazione                                          |
| 2.2            | metrology                                         | métrologie                                     | metrologia                                           |
| 2.3            | measurand                                         | mesurande                                      | misurando                                            |
| 2.4            | measurement principle                             | principe de mesure                             | principio di misura                                  |
| 2.5            | measurement method                                | méthode de mesure                              | metodo di misura                                     |
| 2.6            | measurement procedure                             | procédure de mesure                            | procedura di misura                                  |
| 2.7            | reference measurement procedure                   | procédure de mesure de référence               | procedura di misura di riferimento                   |
| 2.8            | primary reference measurement procedure           | procédure de mesure primaire                   | procedura di misura di riferimento primaria          |
| 2.9            | measurement result                                | résultat de mesure                             | risultato di misura                                  |
| 2.10           | measured quantity value                           | valeur mesurée                                 | valore misurato                                      |
| 2.11           | true quantity value                               | valeur vraie                                   | valore vero                                          |
| 2.12           | conventional quantity value                       | valeur conventionnelle                         | valore convenzionale di una grandezza                |
| 2.13           | measurement accuracy                              | exactitude de mesure                           | accuratezza di misura                                |
| 2.14           | measurement trueness                              | justesse de mesure                             | giustezza di misura                                  |
| 2.15           | measurement precision                             | fidélité de mesure                             | precisione di misura                                 |
| 2.16           | measurement error                                 | erreur de mesure                               | errore di misura                                     |
| 2.17           | systematic measurement error                      | erreur systématique                            | errore di misura sistematico                         |
| 2.18           | measurement bias                                  | biais de mesure                                | scostamento di misura                                |
| 2.19           | random measurement error                          | erreur aléatoire                               | errore di misura casuale                             |
| 2.20           | repeatability condition of measurement            | condition de répétabilité                      | condizione di ripetibilità di misura                 |
| 2.21           | measurement repeatability                         | répétabilité de mesure                         | ripetibilità di misura                               |
| 2.22           | intermediate precision condition                  | condition de fidélité intermédiaire            | condizione di ripetibilità intermedia di misura      |
| 2.23           | intermediate measurement precision                | fidélité intermédiaire de mesure               | precisione intermedia di misura                      |
| 2.24           | reproducibility condition of measurement          | condition de reproductibilité                  | condizione di riproducibilità di misura              |
| 2.25           | measurement reproducibility                       | reproductibilité de mesure                     | riproducibilità di misura                            |
| 2.26           | measurement uncertainty                           | incertitude de mesure                          | incertezza di misura                                 |
| 2.27           | definitional uncertainty                          | incertitude définitionnelle                    | incertezza di definizione                            |
| 2.28           | Type A evaluation of measurement                  | évaluation de type A de l'incertitude          | valutazione dell'incertezza di misura di categoria A |
| 2.29           | Type B evaluation of measurement                  | évaluation de type B de l'incertitude          | valutazione dell'incertezza di misura di categoria B |
| 2.30           | standard measurement uncertainty                  | incertitude-type                               | incertezza tipo                                      |
| 2.31           | combined standard measurement uncertainty         | incertitude-type composée                      | incertezza tipo composta                             |
| 2.32           | relative standard measurement uncertainty         | incertitude-type relative                      | incertezza tipo relativa                             |
| 2.33           | uncertainty budget                                | bilan d'incertitude                            | bilancio dell'incertezza                             |
| 2.34           | target measurement uncertainty                    | incertitude cible                              | incertezza di misura obiettivo                       |
| 2.35           | expanded measurement uncertainty                  | incertitude élargie                            | incertezza estesa                                    |
| 2.36           | coverage interval                                 | intervalle élargi                              | intervallo di copertura                              |
| 2.37           | coverage probability                              | probabilité de couverture                      | probabilità di copertura                             |
| 2.38           | coverage factor                                   | facteur d'élargissement                        | fattore di copertura                                 |
| 2.39           | calibration                                       | étalonnage                                     | taratura                                             |
| 2.40           | calibration hierarchy                             | hiérarchie d'étalonnage                        | gerarchia di taratura                                |
| 2.41           | metrological traceability                         | traçabilité métrologique                       | riferibilità metrologica                             |
| 2.42           | metrological traceability chain                   | chaîne de traçabilité métrologique             | catena di riferibilità metrologica                   |
| 2.43           | metrological traceability to a measurement unit   | traçabilité métrologique à une unité de mesure | riferibilità metrologica a una unità di misura       |
| 2.44           | verification                                      | vérification                                   | verifica                                             |
| 2.45           | validation                                        | validation                                     | validazione (o convalida)                            |
| 2.46           | metrological comparability of measurement results | comparabilité métrologique                     | comparabilità metrologica dei risultati di misura    |
| 2.47           | metrological compatibility of measurement results | compatibilité de mesure                        | compatibilità metrologica dei risultati di misura    |
| 2.48           | measurement model                                 | modèle de mesure                               | modello di misura                                    |
| 2.49           | measurement function                              | fonction de mesure                             | funzione di misura                                   |
| 2.50           | input quantity in a measurement model             | grandeur d'entrée dans un modèle de mesure     | grandezza d'ingresso del modello di misura           |
| 2.51           | output quantity in a measurement model            | grandeur de sortie dans un modèle de mesure    | grandezza d'uscita del modello di misura             |
| 2.52           | influence quantity                                | grandeur d'influence                           | grandezza d'influenza                                |
| 2.53           | correction                                        | correction                                     | correzione                                           |

### Dispositivi di misura
- lingua inglese: Devices for measurement
- lingua francese: Dispositifs de mesure||

| Identificatore | Voce inglese                               | Voce francese                             | Voce italiana                                   |
| -------------- | ------------------------------------------ | ----------------------------------------- | ----------------------------------------------- |
| 3.1            | measuring instrument                       | instrument de mesure                      | strumento di misura                             |
| 3.2            | measuring system                           | système de mesure                         | sistema di misura                               |
| 3.3            | indicating measuring instrument            | appareil de mesure indicateur             | strumento di misura indicatore                  |
| 3.4            | displaying measuring instrument            | appareil de mesure afficheur              | strumento di misura visualizzatore              |
| 3.5            | scale of a displaying measuring instrument | échelle d'un appareil de mesure afficheur | scala di uno strumento di misura visualizzatore |
| 3.6            | material measure                           | mesure matérialisée                       | campione materiale                              |
| 3.7            | measuring transducer                       | transducteur de mesure                    | trasduttore di misura                           |
| 3.8            | sensor                                     | capteur                                   | sensore                                         |
| 3.9            | detector                                   | détecteur                                 | rivelatore                                      |
| 3.10           | measuring chain                            | chaîne de mesure                          | catena di misura                                |
| 3.11           | adjustment of a measuring system           | ajustage d'un système de mesure           | regolazione di un sistema di misura             |
| 3.12           | zero adjustment of a measuring system      | réglage de zéro                           | regolazione dello zero di un sistema di misura  |

### Proprietà dei dispositivi di misura
- lingua inglese: Properties of measuring devices
- lingua francese: Propriétés des dispositifs de mesure||

| Identificatore | Voce inglese                                      | Voce francese                            | Voce italiana                                       |
| -------------- | ------------------------------------------------- | ---------------------------------------- | --------------------------------------------------- |
| 4.1            | indication                                        | indication                               | indicazione (o lettura)                             |
| 4.2            | blank indication background indication            | indication du blanc                      | indicazione di fondo                                |
| 4.3            | indication interval                               | intervalle des indications               | Intervallo di indicazioni                           |
| 4.4            | nominal indication interval                       | intervalle nominal des indications       | intervallo di indicazioni nominale                  |
| 4.5            | range of a nominal indication interval            | étendue nominale                         | escursione di un intervallo di indicazioni nominale |
| 4.6            | nominal quantity value nominal value              | valeur nominale                          | valore nominale di una grandezza                    |
| 4.7            | measuring interval working interval               | intervalle de mesure                     | intervallo di misura                                |
| 4.8            | steady-state operating condition                  | condition de régime établi               | condizione di funzionamento in regime stazionario   |
| 4.9            | rated operating condition                         | condition assignée de fonctionnement     | condizione di funzionamento nominale                |
| 4.10           | limiting operating condition                      | condition limite de fonctionnement       | condizione di funzionamento limite                  |
| 4.11           | reference operating condition reference condition | condition de fonctionnement de référence | condizione di funzionamento di riferimento          |
| 4.12           | sensitivity of a measuring system                 | sensibilité                              | sensibilità di un sistema di misura                 |
| 4.13           | selectivity of a measuring system                 | sélectivité                              | selettività di un sistema di misura                 |
| 4.14           | resolution                                        | résolution                               | risoluzione                                         |
| 4.15           | resolution of a displaying device                 | résolution d'un dispositif afficheur     | risoluzione di un dispositivo visualizzatore        |
| 4.16           | discrimination threshold                          | seuil de discrimination                  | soglia di discriminazione                           |
| 4.17           | dead band                                         | zone morte                               | banda morta                                         |
| 4.18           | detection limit                                   | limite de détection                      | limite di rivelabilità                              |
| 4.19           | stability of a measuring instrument               | stabilité                                | stabilità di uno strumento di misura                |
| 4.20           | instrumental bias                                 | biais instrumental                       | scostamento strumentale                             |
| 4.21           | instrumental drift                                | dérive instrumentale                     | deriva strumentale                                  |
| 4.22           | variation due to an influence quantity            | variation due à une grandeur d'influence | variazione dovuta a una grandezza di influenza      |
| 4.23           | step response time                                | temps de réponse à un échelon            | tempo di risposta al gradino                        |
| 4.24           | instrumental measurement uncertainty              | incertitude instrumentale                | incertezza di misura strumentale                    |
| 4.25           | accuracy class                                    | classe d'exactitude                      | classe di accuratezza                               |
| 4.26           | maximum permissible measurement error             | erreur maximale tolérée                  | errore massimo ammesso                              |
| 4.27           | datum measurement error                           | erreur au point de contrôle              | errore in un punto di verifica                      |
| 4.28           | zero error                                        | erreur à zéro                            | errore allo zero                                    |
| 4.29           | null measurement uncertainty                      | incertitude de mesure à zéro             | incertezza di misura allo zero                      |
| 4.30           | calibration diagram                               | diagramme d'étalonnage                   | diagramma di taratura                               |
| 4.31           | calibration curve                                 | courbe d'étalonnage                      | curva di taratura                                   |

### Campioni
- lingua inglese: Measurement standards (Etalons)
- lingua francese: Étalons||

| Identificatore | Voce inglese                             | Voce francese                            | Voce italiana                                |
| -------------- | ---------------------------------------- | ---------------------------------------- | -------------------------------------------- |
| 5.1            | measurement standard                     | étalon                                   | campione di misura                           |
| 5.2            | international measurement standard       | étalon international                     | campione di misura internazionale            |
| 5.3            | national measurement standard            | étalon national                          | campione di misura nazionale                 |
| 5.4            | primary measurement standard             | étalon primaire                          | campione di misura primario                  |
| 5.5            | secondary measurement standard           | étalon secondaire                        | campione di misura secondario                |
| 5.6            | reference measurement standard           | étalon de référence                      | campione di misura di riferimento            |
| 5.7            | working measurement standard             | étalon de travail                        | campione di misura di lavoro                 |
| 5.8            | travelling measurement standard          | étalon voyageur                          | campione di misura viaggiatore               |
| 5.9            | transfer measurement device              | dispositif de transfert                  | dispositivo di misura di trasferimento       |
| 5.10           | intrinsic measurement standard           | étalon intrinsèque                       | campione di misura intrinseco                |
| 5.11           | conservation of a measurement standard   | conservation d'un étalon                 | conservazione di un campione di misura       |
| 5.12           | calibrator                               |                                          | calibratore                                  |
| 5.13           | reference material                       | matériau de référence                    | materiale di riferimento                     |
| 5.14           | certified reference material             | matériau de référence certifié           | materiale di riferimento certificato         |
| 5.15           | commutability of a reference material    | commutabilité d'un matériau de référence | commutabilità di un materiale di riferimento |
| 5.16           | reference data                           | donnée de référence                      | dato di riferimento                          |
| 5.17           | standard reference data                  | donnée de référence normalisée           | dato di riferimento normalizzato             |
| 5.18           | reference quantity value reference value | valeur de référence                      | valore di riferimento di una grandezza       |